# Chân Yết Thanh Liễu
Chân Yết Thanh Liễu (zh. 真歇清了, Zhēnxiē Qīngliăo, ja. Shinketsu Seiryō, 1089-1151) là Thiền sư Trung Quốc đời Tống,  thuộc đời thứ 10 Tào Động Tông, nối pháp Thiền sư Đan Hà Tử Thuần. Sư có đệ tử nối pháp là Thiền sư Thiên Đồng Tông Giác
Sư cùng với huynh đệ là Thiền sư Hoằng Trí Chính Giác tích cực đề xướng Thiền Mặc Chiếu. Để phản bác lại chỉ trích của Thiền sư Đại Huệ Tông Cảo về Thiền Mặc Chiếu, sư từng viết bài Tín Tâm Niêm Cổ.

## Cơ duyên ngộ đạo
Sư tên Ung Tịch Am, quê ở An Xương, tỉnh Tứ Xuyên. Thuở nhỏ, lúc được bế vào chùa, sư thấy tượng Phật liền vui mừng chớp mắt nhướng mày.
Năm 11 tuổi, sư theo Pháp sư Thanh Tuấn ở chùa Thánh Quả xuất gia. Đầu tiên, sư học Kinh Pháp Hoa. Năm 18 tuổi, sư thọ giới cụ túc rồi vào chùa Đại Từ tại Thành Đô học Kinh Viên Giác, Kinh Kim Cang. Sau đó đến các danh sơn núi Nga Mi, Ngũ Đài lễ bồ tát Phổ Hiền và Văn Thù.
Sau, sư đến tham học với Thiền sư Đan Hà Tử Thuần. Sự ngộ đạo của sư được ghi lại trong công án sau:
Một hôm, sư đến gõ cửa hoà thượng Đan Hà. Đan Hà hỏi: "Trước kiếp không, ta là ai?" Sư định trả lời thì Đan Hà nói: "Ông ồn ào quá, xéo đi ngay!" Hôm khác, sư lên núi Bát Vu, bỗng nhiên khế ngộ thiền chỉ, liền theo lối tắt trở về, đứng hầu cạnh hoà thượng Đan Hà. Đan Hà vung tay tát cho một cái rồi nói: "Ta tưởng ông đã biết rồi chứ!" Nhờ cái tát này, sư triệt ngộ và được Đan Hà ấn khả, truyền pháp.
Sau này khi đã thành tông sư, sư từng thượng đường nhắc lại sự kiện này như sau:
"Tôi ở chỗ Tiên sư ngay một tát so sánh đều dứt, tìm chỗ mở miệng không thể được. Hiện nay lại có người sống vui chẳng cùng thế ấy chăng? Nếu không, hàm sắt mang yên mỗi người tự đeo."

## Hoằng pháp
Sau khi được đạo nơi Đan Hà, sư du phương đến yết kiến Thiền sư Tổ Chiếu Đạo Hòa (thuộc Vân Môn tông) ở Trường Lư. Qua một câu nói khế hợp, sư ở lại đây làm thị giả cho Tổ Chiếu. Tổ Chiếu lâm bệnh (1121) và có ý định truyền pháp y cho sư nối pháp Tổ Chiếu và thay Tổ Chiếu làm trụ trì. Sư nói mình có thể làm trụ trì nhưng từ chối việc nối pháp Tổ Chiếu vì đã nhận ấn khả từ Đan Hà từ trước. Các vị tăng ở đó rất ngạc nhiên trước sự kiên trì của sư đối với người thầy là Đan Hà.
Năm 1122, Tổ Chiếu rời khỏi Trường Lư. Sư được đề cử làm trụ trì.
Năm 1128, sư lên núi Phổ Đà lễ bồ tát Quan Âm.
Năm 1130, sư trụ trì chùa Tuyết Phong, mở mang tông phong Tào Động.
Năm 1145, sư dời đến trụ trì và khai đường giáo hoá ở Năng Nhân Hưng Thánh Vạn Thọ Thiền Tự.
Năm 1151, sư đến giáo hóa ở Sùng Tiên Hiển Hiếu Thiền Tự ở Cao Ninh. Tháng 10 cùng năm, sư nhập diệt, thọ 63 tuổi, 45 tuổi hạ. Tháp mộ được an trí ở đảo Hoa Tương phía tây của chùa, vua ban hiệu là Ngộ Không Thiền sư.
Sư có để lại bộ Chân Yết Thanh Liễu Thiền Sư Ngữ Lục (zh. 真歇清了禪師語錄) gồm 2 quyển.
Học giả Morten Schlütter nhận xét sư và Thiền sư Hoằng Trí Chính Giác là "Đại diện tiêu biểu nhất cho Thiền phái Tào Động dưới đời Tống" (the most illustrious representative of the Caodong tradition in the Song).

## Pháp ngữ
Sư dạy chúng: "Trên đảnh Cô Phong qua cây cầu độc mộc, đi thẳng thế ấy vẫn là chỗ chân cao chân thấp của thời nhân. Nếu thấy được triệt chẳng ra khỏi cửa mà thâu khắp mười phương, chưa vào cửa mà thường ở trong thất. Nếu kia chưa như thế, nhân trời mát bửa một gốc củi."
Sư thượng đường nói: "Bên khóe miệng lên meo trắng, mới được vào cửa; khắp chân thối nát đi, mới biết có việc trong cửa. Lại phải biết có cái chẳng ra cửa." Sư bảo: "Gọi cái gì là cửa?" Có vị Tăng hỏi:  "Chư Phật ba đời nhằm trong đống lửa xoay bánh xe đại pháp, lại quả thật đấy chăng?" Sư cười to bảo: "Tôi lại nghi đấy." Tăng thưa: "Hòa thượng vì sao lại nghi?" Sư đáp: "Hoa đồng thơm đầy đất, chim rừng chẳng biết thơm." Tăng thưa: "Chẳng rơi phong thể lại nhận chuyển thân hay không?" Sư đáp: "Chỗ đi người đá chẳng đồng công." Tăng thưa: "Hướng thượng việc thế nào?" Sư đáp: "Diệu ở trước hòn bọt, há che mắt ngàn thánh." Tăng lễ bái.